# Chrysidiomyia setosa
Chrysidiomyia setosa är en tvåvingeart som beskrevs av Schneider 2010. Chrysidiomyia setosa ingår i släktet Chrysidiomyia och familjen stekelflugor. Inga underarter finns listade i Catalogue of Life.